# 아르투라스 파울라우스카스
아르투라스 파울라우스카스(리투아니아어: Artūras Paulauskas, 1953년 8월 23일~)는 리투아니아의 정치인으로, 2000년부터 2006년까지 리투아니아 의회의 의장을 맡기도 했다. 또한 2004년 4월 6일부터 2004년 7월 12일까지는 대통령 권한 대행을 맡기도 했다. 아이는 전 부인 사이에 2명, 현재 부인 사이에 2명, 총 4명이 있다.

## 정계에 들어가기까지
대학 시절 법학을 전공하였고 1976년 빌뉴스 대학교를 졸업하였다. 후에 검찰로서 활동하였다. 1987년부터 1990년까지 리투아니아의 부 검찰총장을 맡기도 했다. 1990년부터 1995년까지 검찰총장으로서 일하였고 1997년부터 다시 부 검찰총장을 맡기도 했다. 1997년부터 2000년까지는 법원에서 민사 재판 담당으로서 일하였다.

## 정치인으로서
파울라우스카스는 1997년 대통령 선거에 출마함으로써 정계에 첫 발을 디뎠다. 당시 알기르다스 브라자우스카스의 도움을 받았지만, 간소한 차이로 인해 발다스 아담쿠스에게 패하였다. 이후 1998년 4월 25일 파울라우스카스는 새로운 동맹이라는 정당을 설립하고 그 정당의 당원이 되었다. 새로운 동맹은 2000년 총선에서 19.6%의 득표율로 리투아니아 사회민주당 다음으로 가는 정당이 되었고 파울라우스카스는 2000년 10월 19일 리투아니아 의회의 의장이 된다.
2002년 총선 당시 파울라우스카스는 다시 도전했지만 패하였다.
2004년 4월 6일 파크사스 전 대통령의 탄핵 절차가 공개되면서 퇴임하였고, 파울라우스카스는 임시 대통령이 되었다. 발다스 아담쿠스가 집권하기 전까지 3개월간 임시 대통령 권한을 맡았다. 이후 2006년 4월 11일 의장직에서 물러났고, 2008년에는 환경부 장관이 되었다.
최근에는 정부에서 연금을 줄이는 것에 반대하고 사회적 약자 구조에 힘쓰고 있다.

## 역대 선거 결과
| 선거명         | 직책명              | 대수 | 정당        | 1차 득표율 | 1차 득표수 | 2차 득표율 | 2차 득표수 | 결과 | 당락 |
| -------------- | ------------------- | ---- | ----------- | ---------- | ---------- | ---------- | ---------- | ---- | ---- |
| 1997~98년 선거 | 리투아니아의 대통령 | 6대  | 무소속      | 45.28%     | 838,819표  | 50.37%     | 968,031표  | 2위  | 낙선 |
| 2002~03년 선거 | 리투아니아의 대통령 | 7대  | 새로운 동맹 | 8.31%      | 120,238표  |            |            | 3위  | 낙선 |
| 2014년 선거    | 리투아니아의 대통령 | 9대  | 노동당      | 12.01%     | 160,139표  |            |            | 3위  | 낙선 |